# 趱滩乡
趱滩乡，是中华人民共和国四川省宜宾市高县曾经下辖的一个乡。2019年8月，撤销趱滩乡，将其所属行政区域划归嘉乐镇管辖。

## 行政区划
趱滩乡撤销前下辖以下地区：
民乐社区、新油村、天星村、龙旺村和光明村。